# جزیره فیتزویلیام اوون
جزیره فیتزویلیام اوون (به انگلیسی: Fitzwilliam Owen Island) یک جزیره غیر مسکونی در کانادا است که در قلمروهای شمال غرب واقع شده‌است. جزیره فیتزویلیام اوون ۰ نفر جمعیت دارد.